# Ptilinopus dupetithouarsii
Ptilinopus dupetithouarsii é uma espécie de ave da família Columbidae.
É endémica da Polinésia Francesa.